# Claye-Souilly
Claye-Souilly és un municipi francès, situat al departament del Sena i Marne i a la regió d'Illa de França. L'any 2007 tenia 11.251 habitants.
Forma part del cantó de Claye-Souilly, del districte de Meaux i de la Comunitat d'aglomeració Roissy Pays de France.

## Demografia

### Població
El 2007 la població de fet de Claye-Souilly era d'11.251 persones. Hi havia 4.172 famílies, de les quals 1.023 eren unipersonals (431 homes vivint sols i 592 dones vivint soles), 1.132 parelles sense fills, 1.671 parelles amb fills i 346 famílies monoparentals amb fills.
La població ha evolucionat segons el següent gràfic:
Habitants censats

### Habitatges
El 2007 hi havia 4.490 habitatges, 4.274 eren l'habitatge principal de la família, 46 eren segones residències i 170 estaven desocupats. 2.889 eren cases i 1.585 eren apartaments. Dels 4.274 habitatges principals, 2.868 estaven ocupats pels seus propietaris, 1.287 estaven llogats i ocupats pels llogaters i 118 estaven cedits a títol gratuït; 237 tenien una cambra, 495 en tenien dues, 669 en tenien tres, 924 en tenien quatre i 1.948 en tenien cinc o més. 3.309 habitatges disposaven pel capbaix d'una plaça de pàrquing. A 1.809 habitatges hi havia un automòbil i a 2.079 n'hi havia dos o més.

### Piràmide de població
La piràmide de població per edats i sexe el 2009 era:
| Homes | Edats   | Dones |
| ----- | ------- | ----- |
| 0     | 95 o +  | 20    |
| 12    | 90 a 94 | 36    |
| 20    | 85 a 89 | 60    |
| 32    | 80 a 84 | 56    |
| 56    | 75 a 79 | 84    |
| 108   | 70 a 74 | 112   |
| 156   | 65 a 69 | 152   |
| 212   | 60 a 64 | 224   |
| 292   | 55 a 59 | 288   |
| 480   | 50 a 54 | 404   |
| 444   | 45 a 49 | 544   |
| 372   | 40 a 44 | 436   |
| 372   | 35 a 39 | 456   |
| 364   | 30 a 34 | 304   |
| 364   | 25 a 29 | 324   |
| 380   | 20 a 24 | 320   |
| 444   | 15 a 19 | 360   |
| 368   | 10 a 14 | 324   |
| 344   | 5 a 9   | 260   |
| 240   | 0 a 4   | 316   |

## Economia
El 2007 la població en edat de treballar era de 7.825 persones, 6.189 eren actives i 1.636 eren inactives. De les 6.189 persones actives 5.692 estaven ocupades (2.980 homes i 2.712 dones) i 498 estaven aturades (247 homes i 251 dones). De les 1.636 persones inactives 553 estaven jubilades, 648 estaven estudiant i 435 estaven classificades com a «altres inactius».

### Ingressos
El 2009 a Claye-Souilly hi havia 4.224 unitats fiscals que integraven 10.921 persones, la mediana anual d'ingressos fiscals per persona era de 24.143 €.

### Activitats econòmiques
Dels 700 establiments que hi havia el 2007, 5 eren d'empreses extractives, 8 d'empreses alimentàries, 5 d'empreses de fabricació de material elèctric, 1 d'una empresa de fabricació d'elements pel transport, 28 d'empreses de fabricació d'altres productes industrials, 79 d'empreses de construcció, 222 d'empreses de comerç i reparació d'automòbils, 39 d'empreses de transport, 35 d'empreses d'hostatgeria i restauració, 21 d'empreses d'informació i comunicació, 27 d'empreses financeres, 38 d'empreses immobiliàries, 80 d'empreses de serveis, 70 d'entitats de l'administració pública i 42 d'empreses classificades com a «altres activitats de serveis».
Dels 154 establiments de servei als particulars que hi havia el 2009, 1 era una oficina d'administració d'Hisenda pública, 1 gendarmeria, 1 oficina de correu, 7 oficines bancàries, 1 funerària, 14 tallers de reparació d'automòbils i de material agrícola, 2 tallers d'inspecció tècnica de vehicles, 1 establiment de lloguer de cotxes, 3 autoescoles, 12 paletes, 10 guixaires pintors, 14 fusteries, 10 lampisteries, 7 electricistes, 12 empreses de construcció, 9 perruqueries, 2 veterinaris, 1 agència de treball temporal, 25 restaurants, 12 agències immobiliàries, 2 tintoreries i 7 salons de bellesa.
Dels 106 establiments comercials que hi havia el 2009, 1 era, 1 un hipermercat, 2 grans superfícies de material de bricolatge, 1 una gran superfície de material de bricolatge, 1 una botiga de més de 120 m², 6 fleques, 6 carnisseries, 1 una carnisseria, 4 llibreries, 28 botigues de roba, 10 botigues d'equipament de la llar, 9 sabateries, 5 botigues d'electrodomèstics, 8 botigues de mobles, 4 botigues de material esportiu, 6 botigues de material de revestiment de parets i terra, 1 una botiga de material de revestiment de parets i terra, 2 perfumeries, 6 joieries i 4 floristeries.
L'any 2000 a Claye-Souilly hi havia 6 explotacions agrícoles que ocupaven un total de 183 hectàrees.

## Equipaments sanitaris i escolars
El 2009 hi havia 4 farmàcies i 1 ambulància.
El 2009 hi havia 5 escoles maternals i 4 escoles elementals. A Claye-Souilly hi havia 2 col·legis d'educació secundària i 1 liceu tecnològic. Als col·legis d'educació secundària hi havia 979 alumnes i als liceus tecnològics 526.

## Poblacions més properes
El següent diagrama mostra les poblacions més properes.